# Cellule minimale
En biologie cellulaire, une cellule minimale est une cellule viable (capable de se maintenir en vie et de se reproduire) ayant le moins grand nombre possible de gènes.
Pour créer une cellule minimale, la stratégie employée jusqu'à présent consiste à synthétiser le génome d'un organisme unicellulaire possédant déjà un petit nombre de gènes, puis d'en synthétiser différentes variantes simplifiées (par suppression de gènes) et d'introduire ces génomes synthétiques dans des cellules privées de leur matériel génétique. On supprime ainsi, par essais et erreurs, le plus grand nombre possible de gènes non indispensables à la viabilité des cellules hôtes.

## Histoire
La recherche d'une cellule minimale commence en 1995 avec le séquençage du génome de la bactérie Mycoplasma genitalium, l'organisme capable de vivre et se reproduire au laboratoire ayant le plus petit nombre de gènes (485). Des études ultérieures montrent, en les enlevant un à un, que plus de cent de ces gènes ne sont pas indispensables à la survie et à la reproduction de cette bactérie,,. En 2008, les chercheurs réussissent à synthétiser le génome de M. genitalium et à l'introduire dans une cellule de la levure Saccharomyces cerevisiae, obtenant ainsi un organisme viable.
M. genitalium ayant un taux de croissance extrêmement lent, l'équipe de l'Institute for Genomic Research se tourne ensuite vers deux espèces de mycoplasmes à la croissance plus rapide, M. mycoides (en) subsp. capri (GM12) comme donneur et M. capricolum (en) subsp. capricolum (CK) comme receveur. En 2010, ils synthétisent le génome de M. mycoides (1,08 Mb, 573 gènes) et l'introduisent dans une cellule de M. capricolum privée de son matériel génétique, créant ainsi une nouvelle souche de M. mycoides dénommée JCVI-syn1.0. En 2016, ils réussissent à réduire le génome de M. mycoides à 0,53 Mb et 473 gènes, créant ainsi une souche minimale dénommée JCVI-syn3.0, en fait une nouvelle espèce dénommée M. laboratorium. Ce génome est le plus petit de toutes les cellules connues capables de se reproduire. Sur les 473 gènes conservés, 149 ont une fonction inconnue.

## Capacités évolutives
En 2023, la souche de synthèse JCVI-syn3.B (une variante de la cellule minimale JCVI-syn3.0, comportant en plus une vingtaine de gènes non indispensables mais facilitant la manipulation) et la souche sauvage Mycoplasma mycoides ont été cultivées dans les mêmes conditions pendant 300 jours, soit près de 2 000 générations. Le taux de mutation par nucléotide et par génération est le même pour les deux, et la vitesse de croissance de JCVI-syn3.B, initialement inférieure, a rejoint celle de la souche sauvage : contrairement à ce qui était attendu, la réduction du génome n'est pas nécessairement un frein à l'évolution,.